# Кълцюра
Вижте пояснителната страница за други значения на Клисура.
Кълцюра (на албански: Këlcyra) или Клисура, e град в Албания.
Градчето се намира на река Вьоса. В самото начало на 1941 година в хода на Итало-гръцката война (6/11 януари 1941) италианската армия е разбита от гръцката армия в едноименната клисура над градчето. След превземането на Клисура, пътя към Тирана и Драч е открит пред гръцката армия, а Кралство Италия е изправено на прага на разгром в своята балканска кампания, което поставя спешно на дневен ред намесата на Вермахта на Балканите за спасяване честта на пагона на стратегическия германски съюзник.
Населението му е 3434 жители (2001). Намира се в часова зона UTC+1. Пощенският му код е 6402, а телефонният – 0875. МПС кодът му е PR.